# 寺島良一
寺島良一（日语：／ Terashima Ryoichi，1961年 - ）是一位日本Being公司旗下的編曲家、吉他手、錄音師。

## 人物
前B'z音樂集團，B+U+M成員。

## 作品列表
- 稻葉浩志 - 『マグマ』
- 岩田小百合（全部）
- 宇德敬子 - 『氷』『満月〜rhythm〜（日语：満月〜rhythm〜）』
- 大黑摩季 - 『STOP MOTION（日语：STOP MOTION (大黒摩季のアルバム)）』『DA・DA・DA（日语：DA・DA・DA）』『U.Be Love（日语：U.Be Love）』『永遠の夢に向かって（日语：永遠の夢に向かって (アルバム)）』『LA.LA.LA（日语：LA.LA.LA）』
- 坪倉唯子 - 『ジュテーム (アルバム)（日语：ジュテーム）』
- DEEN - 『このまま君だけを奪い去りたい（日语：このまま君だけを奪い去りたい）』『翼を広げて（日语：翼を広げて）』
- B'z - 多數
- MANISH（日语：MANISH） - 『Cheer!（日语：Cheer!）』其它

## 提供編曲
| 歌手名   | 標題                | 作詞者     | 作曲者   | 編曲者            |
| 稻葉浩志 | マグマ              | 稻葉浩志   | 稻葉浩志 | 稻葉浩志 寺島良一 |
| 稻葉浩志 | 遠くまで            | 稻葉浩志   | 稻葉浩志 | 稻葉浩志 寺島良一 |
| 稻葉浩志 | LOVE LETTER         | 稻葉浩志   | 稻葉浩志 | 稻葉浩志 寺島良一 |
| 稻葉浩志 | Here I am!!         | 稻葉浩志   | 稻葉浩志 | 稻葉浩志 寺島良一 |
| 稻葉浩志 | 炎                  | 稻葉浩志   | 稻葉浩志 | 稻葉浩志 寺島良一 |
| 稻葉浩志 | 幸福への長い坂道    | 稻葉浩志   | 稻葉浩志 | 稻葉浩志 寺島良一 |
| 高岡亞衣 | 雲になれたら        | 高岡亞衣   | 高岡亞衣 | 寺島良一          |
| 高岡亞衣 | Baby one more smile | 高岡亞衣   | 高岡亞衣 | 寺島良一          |
| TARAKO   | ハートのジョーカー  | 小田佳奈子 | 寺尾廣   | 寺島良一          |
| TWINZE   | Dear My Love        | 森山翔     | 生沢佑一 | 加藤貴也 寺島良一 |
| TWINZER  | ALL RIGHT           | 生沢佑一   | 生沢佑一 | 生沢佑一 寺島良一 |
| TEARS    | 君がいたあの季節    | 葛原豊     | 本田孝信 | 加藤貴也 寺島良一 |
| Ryu      | ラブラブ            | Ryu        | Ryu      | 寺島良一          |

## 關連項目
- Being
- B'z
  - 松本孝弘
  - 稻葉浩志
- 明石昌夫
- 野村昌之（日语：野村昌之）
- 田中一光
- 畠山勝紀（日语：畠山勝紀）
- MANISH（日语：MANISH）
- TWINZER（日语：TWINZER）
- 高岡亞衣（日语：高岡亜衣）

## 外部連結
- Ryoichi Terashima的X（前Twitter）